# Premio Café Gijón
El Premio Café Gijón es un premio literario español para novela que tomó su nombre de la tertulia del Café Gijón de Madrid de la mano del actor y escritor Fernando Fernán Gómez en 1949.
La idea original de los impulsores del proyecto (junto a Fernán Gómez estaban Gerardo Diego, Camilo José Cela y Enrique Jardiel Poncela, entre otros) fue crear un premio que compitiera con el Premio Nadal en novela corta y diera a conocer a los componentes de la generación que se reunía en torno al que sería mítico café.
El premio era gestionado por el propio Café Gijón y su prestigio tuvo que ver más con la difusión y calidad de los autores que con la retribución que por él se recibía, dado que en muchas ocasiones las obras galardonadas no eran publicadas por falta de fondos. A partir de finales de la década de los setenta sufrió una grave crisis, tanto económica como de compromiso de los impulsores. La falta de patrocinio y difusión posterior fueron un grave inconveniente que no pudo salvarse con las ocasionales ayudas y compromisos de editoriales y medios de comunicación.
La revitalización del premio se produjo en 1989, cuando el Ayuntamiento de Gijón se hizo cargo de la organización del mismo. El premio cuenta con una dotación económica de 20 000 euros y la publicación de la obra en la editorial Siruela.

## Palmarés
- 1950: Eusebio García Luengo (España, 1909-2003) por La primera actriz
- 1951: César González Ruano (España, 1903-1965) por Ni César ni nada
- 1952: Ana María Matute (España, 1925-2014) por Fiesta al Noroeste
- 1953: Fernando Guillermo de Castro (España, 1927-2014) por Las horas del día
- 1954: Carmen Martín Gaite (España, 1925-2000) por El balneario
- 1957: Begoña García-Diego (España, 1926-2006) por Bodas de plata
- 1959: José Carol Archs (España, 1929-2019) por El parador.[2]
- 1960: Jorge Ferrer-Vidal (España, 1926-2001) por Sábado, esperanza
- 1961: Eduardo Garrigues por El canto del urogallo
- 1962: José Medina por Cámara oscura
- 1963: Gonzalo Torrente Malvido (España, 1935-2011) por La raya
- 1964: Manuel Dolz por Pequeños monstruos
- 1965: Joaquín Merino por La isla
- 1966: Enrique Ojembarrena por Ismael[3]
- 1967: Rafael Azuar (España, 1921-2002) por Modorra
- 1968: Juan María Mansera Conde por En una camino cualquiera a la derecha
- 1969: Raúl Torres por Equipaje de sol y de vino
- 1970: Sol Nogueras por Tarjetas amarillas
- 1971: Pedro Crespo (España, 1941) por Primavera de un niño solo[4]
- 1972: Ramiro Gómez Kemp (Cuba, 1914) por Los desposeídos
- 1973: Eduardo Mendicutti (España, 1948) por Cenizas
- 1974: Luis Mateo Díez (España, 1942) por Apócrifo del clavel y la espina
- 1975: Luis Blanco Vila (España, 1936) por Ministro
- 1976: Caty Juan de Corral (España, 1926) por La noche del calamar
- 1977-1982: No se tienen datos
- 1983: Miguel-Anxo Murado por Metamorfosis benezianas
- 1984: Emilio Sola (España, 1945) por Los hijos del agobio
- 1985-1987: No celebrado
- 1988: Luis del Val (España, 1944) por Buenos días, señor ministro
- 1989: Fernando Quiñones (España, 1930-1998) por Encierro y fuga S. Juan de Aquitania
- 1990-1991: Javier Maqua (España, 1945) por Invierno sin pretexto
- 1992: Dolores Soler-Espiauba (España, 1935) por El oro y el moro
- 1993: José Vicente Pascual (España, 1956) por El capitán de plomo
- 1994: Desierto
- 1995: Leonardo Padura (Cuba, 1955) por Máscaras
- 1996: Alfredo Taján (Argentina, 1958) por El pasajero
- 1997: Matías Montes Huidobro (Cuba, 1931) por Esa fuente de dolor
- 1998: José Carlos Somoza (España, 1959) por La ventana pintada
- 1999: José Luis Muñoz (España, 1951) por Lifting
- 2000: Víctor Maña (España, 1960) por De la lluvia sobre el fuego
- 2001: Yolanda González (España, 1965) con Las llamas tiemblan
- 2002: Víctor Chamorro (España, 1939) por La hora del barquero
- 2003: Fulgencio Argüelles (España, 1955) por El palacio azul de los ingenieros belgas
- 2004: Lázaro Covadlo (Argentina, 1937) por Criaturas de la noche
- 2005: Antoni García Porta (España, 1954) por Cazadores de no mundos
- 2006: Fernando Luis Chivite (España, 1959) por Oh, mira las lápidas
- 2007: Carmen Jiménez (España, 1964) por Madre mía, que estás en los infiernos[5]
- 2008: Carmen Boullosa (México, 1954) por El complot de los románticos.
- 2009: Rafael Balanzá (España, 1969) por Los asesinos lentos[6]
- 2010: Antonio Montes (España, 1980) por El grito.[7]
- 2011: José Luis Rodríguez del Corral (España, 1959) por Blues de Trafalgar.[8]
- 2012: Diego Doncel (España, 1964) por Amantes en el tiempo de la infamia
- 2013: José Antonio Garriga Vela (España, 1954) por El cuarto de las estrellas
- 2014: Martín Casariego Córdoba (España, 1962) por El juego sigue sin mí
- 2015: Miguel Ángel González González (escritor) (España, 1982) por Todos los miedos
- 2016: Isabel Bono (España, 1964) por Una casa en Bleturge
- 2017: Pedro A. González Moreno (España, 1960) por La mujer de la escalera[9]
- 2018: Jesús Ferrero (España, 1952) por Las abismales
- 2019: José Morella (España, 1972) por West End
- 2020: Antonio Fontana (España, 1964) por Hasta aquí hemos llegado[10]
- 2021: Alexis Ravelo (España, 1971) por Los nombres prestados
- 2022: María Elena Morán (Venezuela, 1985) por Volver a cuándo[11]
- 2023: Ana Rodríguez Fischer (España, 1957) por Ljuv[1]
- 2024: María Fasce (Argentina, 1969) por El final del bosque[12]